# Immunity
 (mai 2022).
La mise en forme du texte ne suit pas les recommandations de Wikipédia : il faut le « wikifier ».
Les points d'amélioration suivants sont les cas les plus fréquents. Le détail des points à revoir est peut-être précisé sur la page de discussion.
- Les titres sont pré-formatés par le logiciel. Ils ne sont ni en capitales, ni en gras.
- Le texte ne doit pas être écrit en capitales (les noms de famille non plus), ni en gras, ni en italique, ni en « petit »…
- Le gras n'est utilisé que pour surligner le titre de l'article dans l'introduction, une seule fois.
- L'italique est rarement utilisé : mots en langue étrangère, titres d'œuvres, noms de bateaux, etc.
- Les citations ne sont pas en italique mais en corps de texte normal. Elles sont entourées par des guillemets français : « et ».
- Les listes à puces sont à éviter, des paragraphes rédigés étant largement préférés. Les tableaux sont à réserver à la présentation de données structurées (résultats, etc.).
- Les appels de note de bas de page (petits chiffres en exposant, introduits par l'outil «  Source ») sont à placer entre la fin de phrase et le point final[comme ça].
- Les liens internes (vers d'autres articles de Wikipédia) sont à choisir avec parcimonie. Créez des liens vers des articles approfondissant le sujet. Les termes génériques sans rapport avec le sujet sont à éviter, ainsi que les répétitions de liens vers un même terme.
- Les liens externes sont à placer uniquement dans une section « Liens externes », à la fin de l'article. Ces liens sont à choisir avec parcimonie suivant les règles définies. Si un lien sert de source à l'article, son insertion dans le texte est à faire par les notes de bas de page.
- La présentation des références doit suivre les conventions bibliographiques. Il est recommandé d'utiliser les modèles {{Ouvrage}}, {{Chapitre}}, {{Article}}, {{Lien web}} et/ou {{Bibliographie}}. Le mode d'édition visuel peut mettre en forme automatiquement les références.
- Insérer une infobox (cadre d'informations à droite) n'est pas obligatoire pour parachever la mise en page.

Pour une aide détaillée, merci de consulter Aide:Wikification.
Si vous pensez que ces points ont été résolus, vous pouvez retirer ce bandeau et améliorer la mise en forme d'un autre article.
Albums de Clairo
Diary 001
(2018) Sling
(2021)
Immunity est le premier album studio de l'autrice-compositrice-interprète américaine Clairo, sorti le 2 août 2019 sous le label Fader (en). L'album est coproduit par Clairo et Rostam Batmanglij, ancien membre de Vampire Weekend. Cet album mélange des sonorités de soft rock, de pop de chambre d'électropop, et de l'Indie pop. 

## Conception
Arès la sortie de son EP Diary 001 le 25 mai 2018, Clairo a enchainé les collaborations et a sorti quelques titres. Par exemple, elle sort la chanson "Heaven", qui fut écrite pour la bande original du film dramatique pour adolescents Skate Kitchen. Elle collaborera notamment avec SG Lewis sur le titre "Better", et avec Cuco sur le single Drown. Le 1er février 2019, Clairo est apparu sur le hit "Are You Bored Yet?" du groupe Wallows. Le 24 mai 2019, Claire sort le premier extrait de son album : "Bags". Elle annonce en même temps la sortie du projet pour août.

## Liste des pistes
| 1. | Alewife       | Claire Cottrill         | 3:33 |
| 2. | Impossible    | - Cottrill - Batmanglij | 3:50 |
| 3. | Closer to You | - Cottrill - Batmanglij | 3:04 |
| 4. | North         | Cottrill                | 3:33 |
| 5. | Bags          | Cottrill                | 4:28 |
| 6. | Softly        | - Cottrill - Batmanglij | 3:05 |

| Face B | Face B             | Face B                  | Face B | Face B | Face B | Face B | Face B | Face B | Face B |
| No     | Titre              | Auteur                  | Durée  |        |        |        |        |        |        |
| ------ | ------------------ | ----------------------- | ------ | ------ | ------ | ------ | ------ | ------ | ------ |
| 7.     | Sofia              | - Cottrill - Batmanglij | 3:08   |        |        |        |        |        |        |
| 8.     | White Flag         | Cottrill                | 3:01   |        |        |        |        |        |        |
| 9.     | Feel Something     | Cottrill                | 2:57   |        |        |        |        |        |        |
| 10.    | Sinking            | Cottrill                | 3:10   |        |        |        |        |        |        |
| 11.    | I Wouldn't Ask You | Cottrill                | 6:56   |        |        |        |        |        |        |
| 40:39  |                    |                         |        |        |        |        |        |        |        |

## Tournée
Clairo commence en septembre 2019 sa tournée américaine composée de 31 dates. Les premières parties sont assurées par Beabadoobee et Hello Yello. Le tour s'est terminé à Boston en novembre 2019. 

## Succès commercial
À sa sortie, l'album connaîtra un succès modeste. Mais à partir de 2020, les écoutes de l'album commenceront à nettement augmenter, à tel point que le 24 octobre 2020, le titre "Sofia" deviendra la première chanson de Clairo à être classé dans le Billboard Hot 100, à la 98e place. Les deux titres les plus importants de l'album sont "Bags" avec plus de 250 millions d'écoutes sur Spotify, et "Sofia" avec près de 700 millions d'écoutes, toujours sur Spotify.

## Réception critique
Immunity est dans l'ensemble un premier album plutôt bien accueilli par les critiques et le public.

## Distinctions
À la fin de 2019, Immunity apparait sur plusieurs listes de critiques classant les meilleurs albums de l'année.
| Publication          | Lister                              | Rang | Ref.   |
| -------------------- | ----------------------------------- | ---- | ------ |
| Billboard            | Les 50 meilleurs albums de 2019     | 22   | [ 16 ] |
| Consequence of Sound | Les 50 meilleurs albums de 2019     | 45   | [ 17 ] |
| The Guardian         | Les 40 meilleurs albums de 2019     | 20   | [ 18 ] |
| Les Inrockuptibles   | Les 100 meilleurs albums de 2019    | 49   | [ 19 ] |
| Los Angeles Time     | Les 10 meilleurs albums de 2019     | 5    | [ 20 ] |
| NME                  | Les 50 meilleurs albums de 2019     | 10   | [ 21 ] |
| Noisey               | Les 100 meilleurs albums de 2019    | 17   | [ 22 ] |
| Paper                | Les 20 meilleurs albums de 2019     | 15   | [ 23 ] |
| Pitchfork            | Les 50 meilleurs albums de 2019     | 18   | [ 24 ] |
| PopCrush             | Les 25 meilleurs albums de 2019     | —    | [ 25 ] |
| Slant                | Les 25 meilleurs albums de 2019     | 8    | [ 26 ] |
| Uproxx               | Les 50 meilleurs albums de 2019     | 28   | [ 27 ] |
| Uproxx               | Les 35 meilleurs albums pop de 2019 | 8    | [ 28 ] |